# Leon Spilliaert

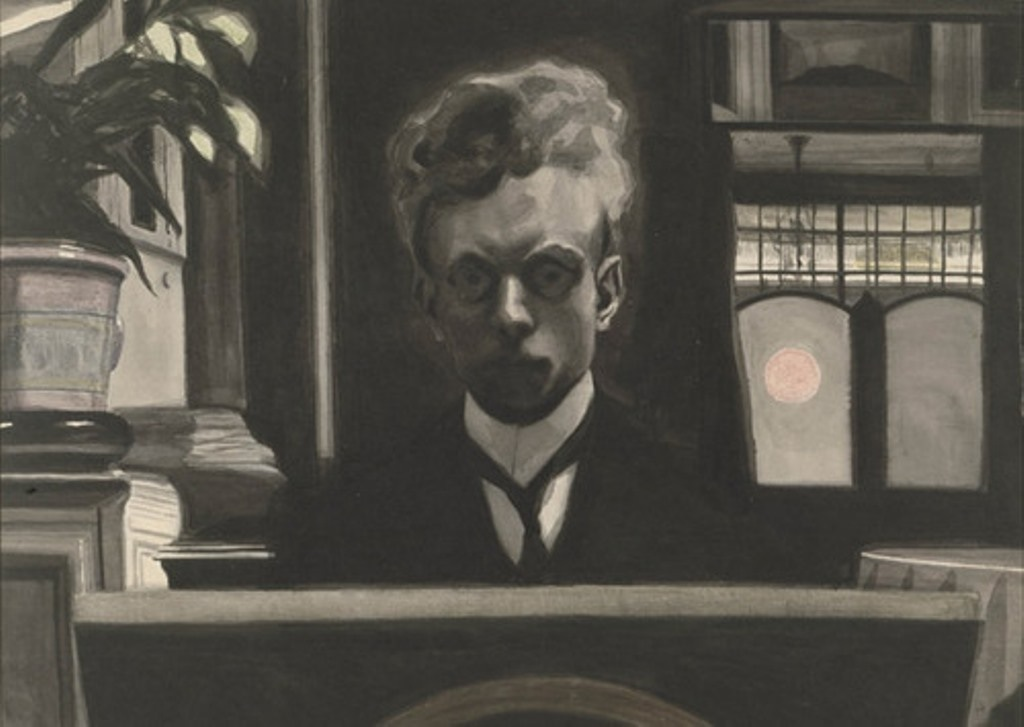
Selbstporträt mit rotem Mond (1908)

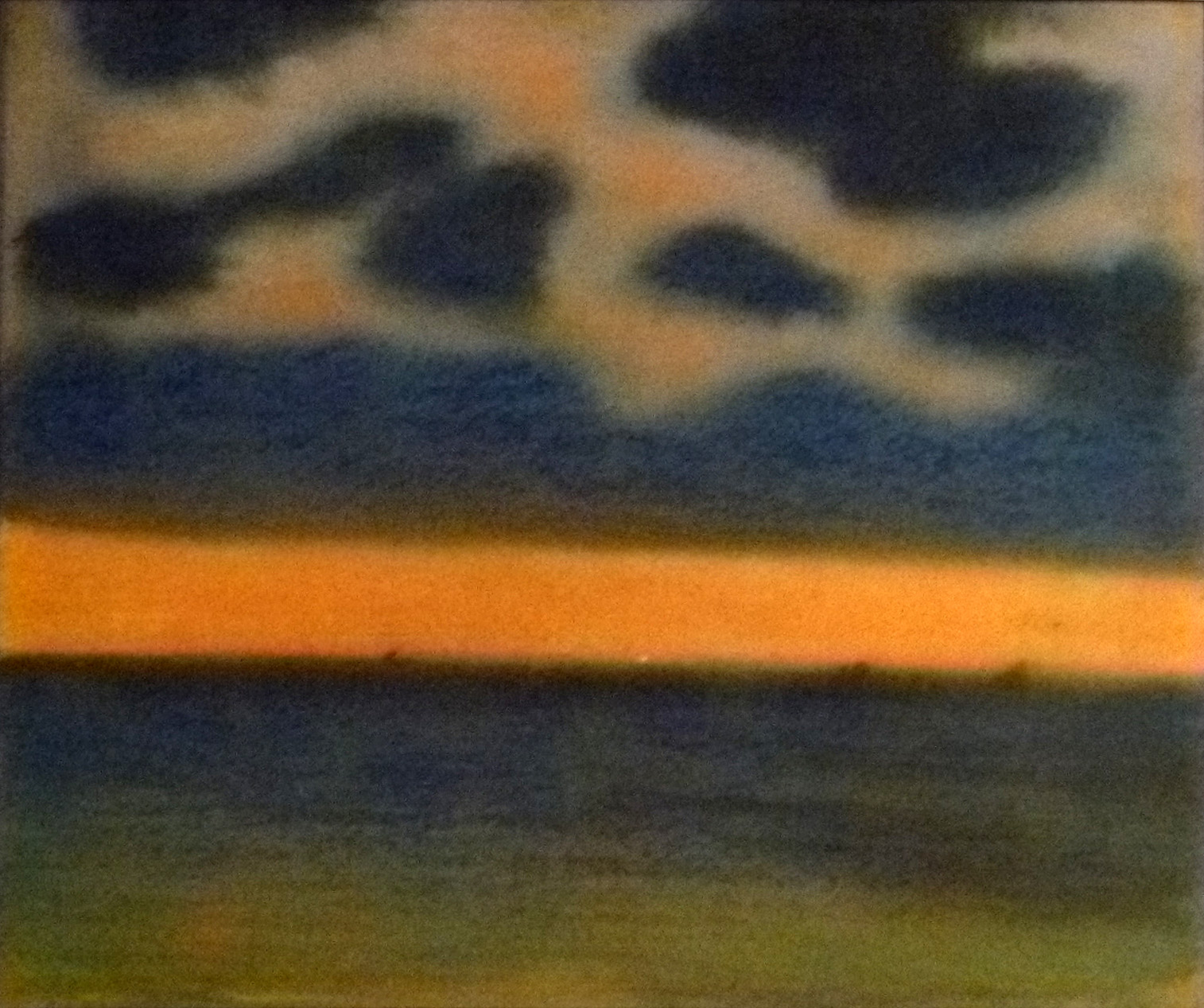
Blauw-rode marine (1906)

Leon Spilliaert (* 28. Juli 1881 in Ostende; † 23. November 1946 in Brüssel, auch Léon Spilliaert) war ein belgischer Maler und Zeichner. Sein Werk verbindet Symbolismus und Expressionismus. Er verbrachte die meiste Zeit seines Lebens in seinem Geburtsort, dem ehemals königlichen Badeort Ostende an der belgischen Nordseeküste, der ihm vielfältige Motive lieferte. Seine oft düsteren Arbeiten sind häufig von Angst und Einsamkeit geprägt. Seine Meer- und Strandbilder zeigen nicht das heitere Leben an der Küste, sondern einen ungastlichen, tristen Ort.

## Leben
Leon Spilliaert war der Sohn von Leonhard-Hubert Spilliaert (1851–1928) und Leonie Jonckheere (1853–1937). Der Vater arbeitete als Friseur und stellte Parfüm her. Der junge Leon hilft hierbei seinem Vater beim Gestalten von Flakons und Etiketten. Durch das Parfüm wird der Vater Hoflieferant des belgischen Königs Leopold II. Hiedurch kam die Familie zu Wohlstand. Die Familie zog bald nach seiner Geburt in die Kapellestraat, die Hauptgeschäftsstraße Ostendes. Spilliaert, der häufig kränkelte, besuchte das Onze-Lieve-Vrouwecollege und ab 1899 die Kunstakademie in Brügge. Die Akademie verließ er bereits nach drei Monaten Mitte Januar 1900 wieder und erarbeitete sich sein künstlerisches Repertoire künftig als Autodidakt. Im selben Jahr besuchte er mit seinem Vater die Pariser Weltausstellung, wo er die Arbeiten der Symbolisten Jan Toorop und Giovanni Segantini, von Ferdinand Hodler, der Jugendstil-Maler Gustav Klimt und Aubrey Beardsley sowie diejenigen Walter Cranes kennenlernte.

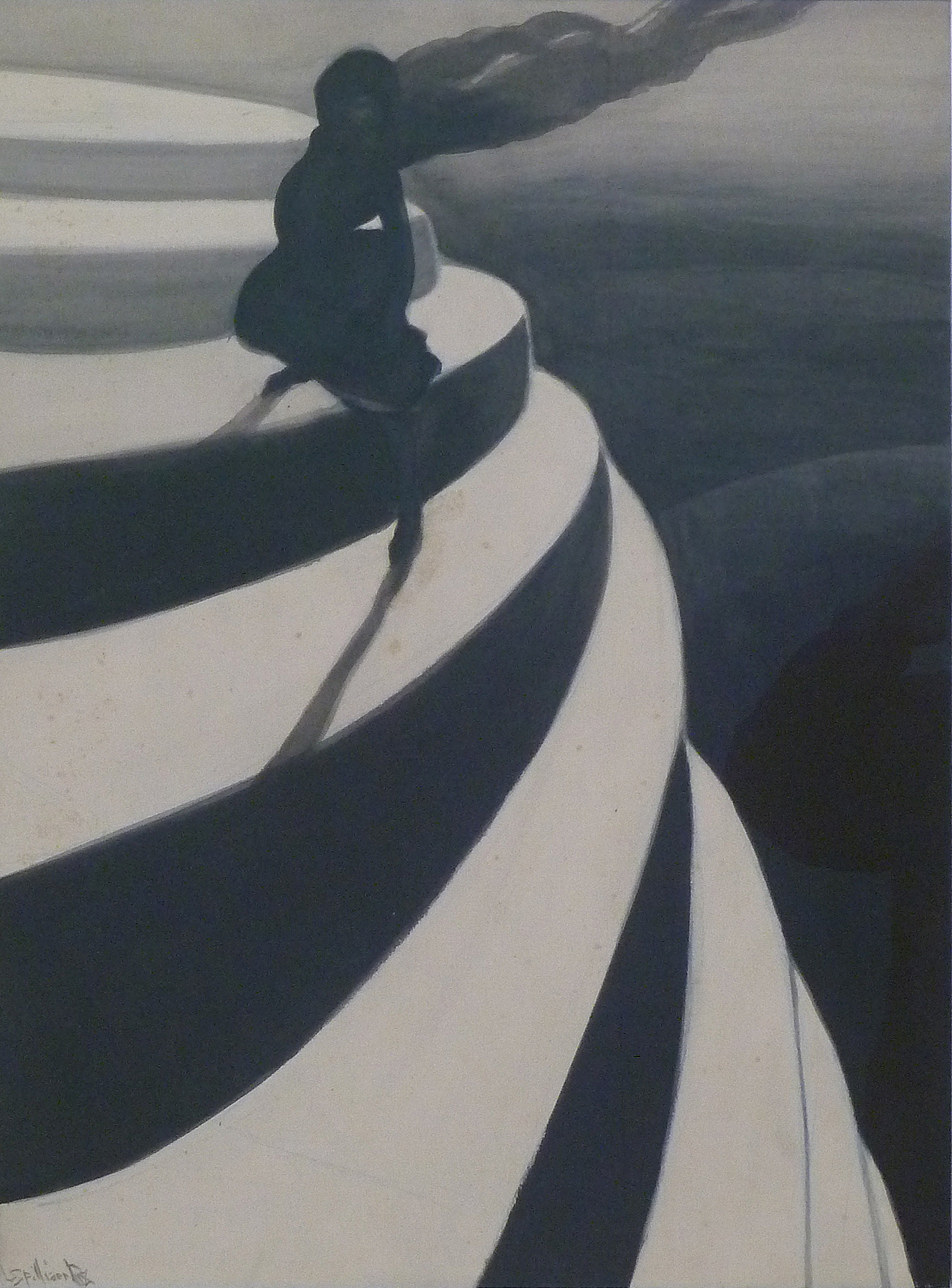
Der Schwindel (1908)

Von 1902 bis 1904 arbeitete er für den Brüsseler Verleger und Kunstsammler Edmond Deman (1857–1918), der ihn als Maler förderte. Dennoch war das Verhältnis der beiden Männer schwierig. 1904 ging Spilliaert nach Paris, wo er mit Hilfe eines Empfehlungsschreibens Demans mit dem belgischen Dichter Émile Verhaeren in Kontakt kam. Die beiden wurden enge Freunde. Gegen Ende des Jahres kehrte Spilliaert nach Ostende zurück.
Noch ehe Spilliaert seine Arbeiten in der ersten Ausstellung zeigte, berichtete die in Ostende erscheinende Zeitung Le Carillon am 14. Juli 1908 über den Maler. Bald darauf nahm er an der Sommerausstellung im Kursaal von Ostende teil und 1909 am Frühlingssalon von Jean De Mot in Brüssel. Von 1909 bis 1910 hatte er ein Dachgeschoss-Atelier mit Blick auf den Hafen von Ostende. 1912 stellte er in Brüsseler Salons Doe stil voort, Le Sillon und in der Galerie Georges Giroux sowie in Paris bei Henri Vandeputte aus. Mit Beginn des Ersten Weltkriegs wurde er zur Garde Civique, der Bürgerwehr, eingezogen, die jedoch noch im selben Jahr aufgelöst wurde.
Am 23. Dezember 1916 heiratete er die zwölf Jahre jüngere Rachel Vergison; die gemeinsame Tochter Madeleine wurde am 15. November 1917 geboren, sie starb 2005. 1917 zog die Familie nach Brüssel, wo sie bis 1922 lebte. 1920 schloss sich Spilliaert der Gruppe Sélection. Atelier d’Art Contemporain an, die Paul-Gustave Van Hecke und André De Ridder gegründet hatten. 1922 kehrte Spilliaert mit Familie nach Ostende zurück und lebte in verschiedenen Wohnungen, bis sie 1932 in die Poststraat 1 in der Nähe des Leopoldparks zog. Charakteristika des Parks tauchen ebenfalls häufig in seinen Bildern auf.
1930 nahm Spilliaert an der Enthüllung des Denkmals teil, mit dem die Stadt Ostende den Maler James Ensor ehrte. 1932 gewährte ihm der belgische Staat ein Reisestipendium. Eine lange Reise, die er mit seiner Tochter unternahm, führte ihn nach Italien, durch die Schweiz und Österreich. 1935 zog die Familie erneut nach Brüssel, damit die Tochter Madeleine am Königlichen Konservatorium studieren konnte. 1937 schloss sich Spilliaert der Gruppe Les Compagnons de l’Art an. Mit Beginn des Zweiten Weltkriegs lehnte er es ab, seine Werke in Deutschland auszustellen. 1944 zeigte das „Palais der schönen Künste“ in Brüssel eine große Retrospektive.
In der Comicserie Rider on the Storm von Gero (Szenarist) und Baudouin Deville (Zeichner) (Band 1 2012 bei Paquet, November 2014, auf Deutsch bei Salleck Publications) spielt eines seiner Gemälde eine zentrale Rolle.

## Werke

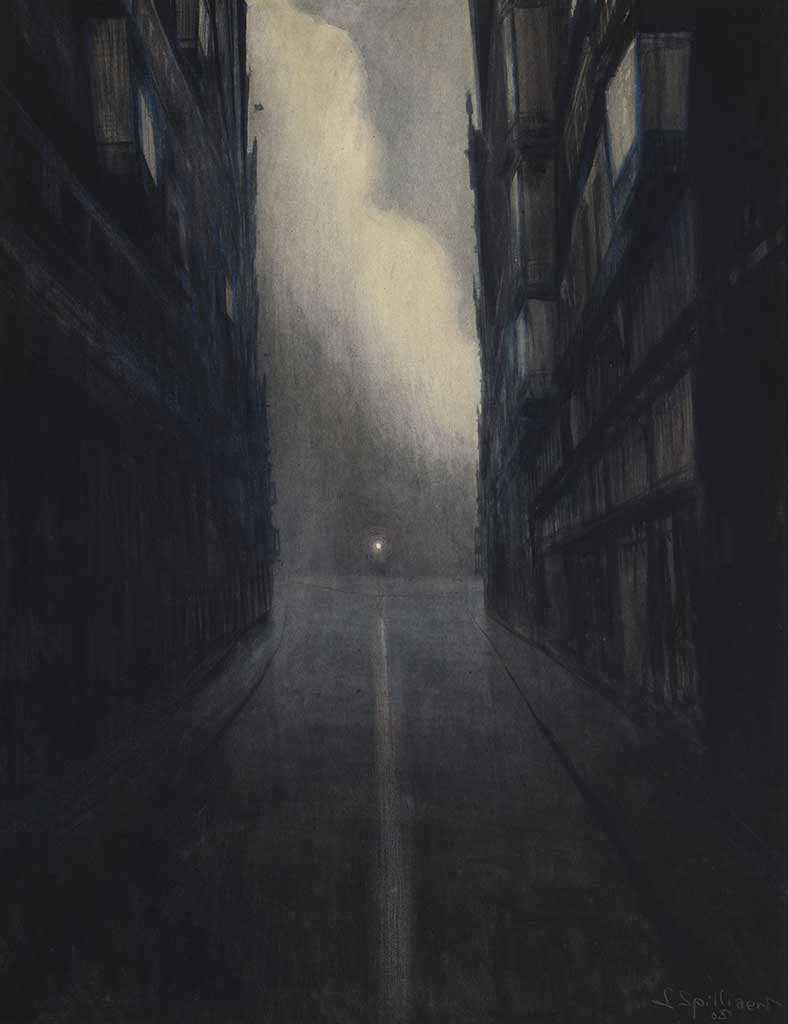
Die Hofstraat in Ostende (1908)

Zu den bekannteren Werken von Leon Spilliaert zählen die Bilder Digue la nuit und Clair de Lune et lumières. Beide Werke werden heutzutage im Musée d’Orsay in Paris ausgestellt.
Die meisten der Arbeiten Spilliaerts sind geprägt von einer beklemmend fremdartigen und elegischen Atmosphäre. So auch Digue la nuit aus dem Jahr 1908. Der Maler entfernt hier jegliche naturalistischen Charakteristika der abgebildeten Landschaft im Bild und schafft so eine Stilisierung in der, der als Vorlage dienende Ort, vollständig umgestaltet wird. Und zwar auf eine Weise, mittels der er zum Spiegel eines Geisteszustands wird. Einsamkeit, Mysterium, Halluzination – all dies frisst sich in die Landschaft.
Clair de Lune et lumières entstand ca. im Jahr 1909, exakt lässt sich dies nicht mehr bestimmen. Als Grundlage für die Komposition dieser urbanen Landschaft dienten Spilliaert hier die Kolonnade und Arkaden der Fassade des Kursaals „Ballsaal auf dem Deich“ in Ostend. Dabei fängt er in diesem Pastellbild die unheimliche Transformation der Architektur bei Nacht sowie die Fremdheit, die von künstlicher Beleuchtung ausgeht, ein. Durch seine kosmischen, metaphysischen Züge offenbart Clair de Lune et lumières Einflüsse von Van Gogh. Im Speziellen fühlt man sich bei der Rezeption teilweise an Starry Night erinnert.
In der Zeit zwischen 1902 und 1909 konzentrierte sich Spilliaert auf die Erstellung komplexer, tiefgreifender Selbstporträts introspektiver Natur. Sein Selbstbildnis aus dem Jahre 1903 (Portrait de l’artiste par lui-même) sticht dabei hervor. Hier nutzt Leon Spilliaert eine dramatische Selbstinszenierung mit geisterhaften Erscheinungen im Hintergrund und einem gequälten Gesicht in Dreiviertel-Pose. Dieses Bild kann als Prototyp für die Dreiviertel-Porträts bezeichnet werden, die Spilliaert später erstellte.

## Ausstellungen
2006 ehrte Ostende Spilliaert 60 Jahre nach seinem Tod mit einer Ausstellung von Werken, die Motive aus der Hafenstadt zeigten. Die Ausstellung war in der Venezianischen Galerie am Seedeich unter dem Titel Brise d’Ostende zu sehen. Eine umfangreiche Werkschau war vom 22. September 2006 bis 3. Februar 2007 in den Königlichen Museen für Schöne Künste in Brüssel zu sehen. Vom 22. Oktober 2023 bis zum 3. März 2024 zeigt das Clemens Sels Museum Neuss die Werke Spilliaerts gemeinsam mit Werken von George Minne in der Ausstellung Gewagte Visionen – George Minne und Léon Spilliaert. Vom Symbolismus zum Expressionismus.

## Literatur

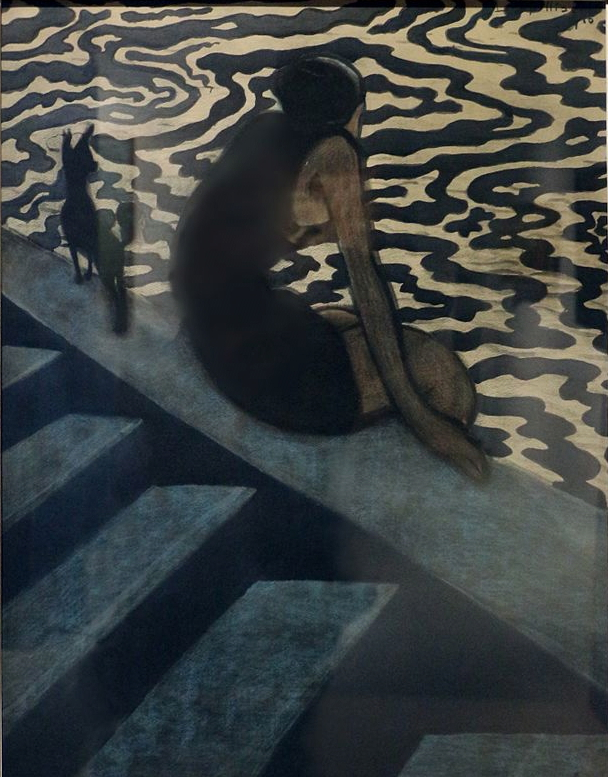
Badende (1910)